# Rovira (Panama)
Rovira è un comune (corregimiento) della Repubblica di Panama situato nel distretto di Dolega, provincia di Chiriquí. Si estende su una superficie di 46,4 km² e conta una popolazione di 1.925 abitanti (censimento 2010).